# Little Boy

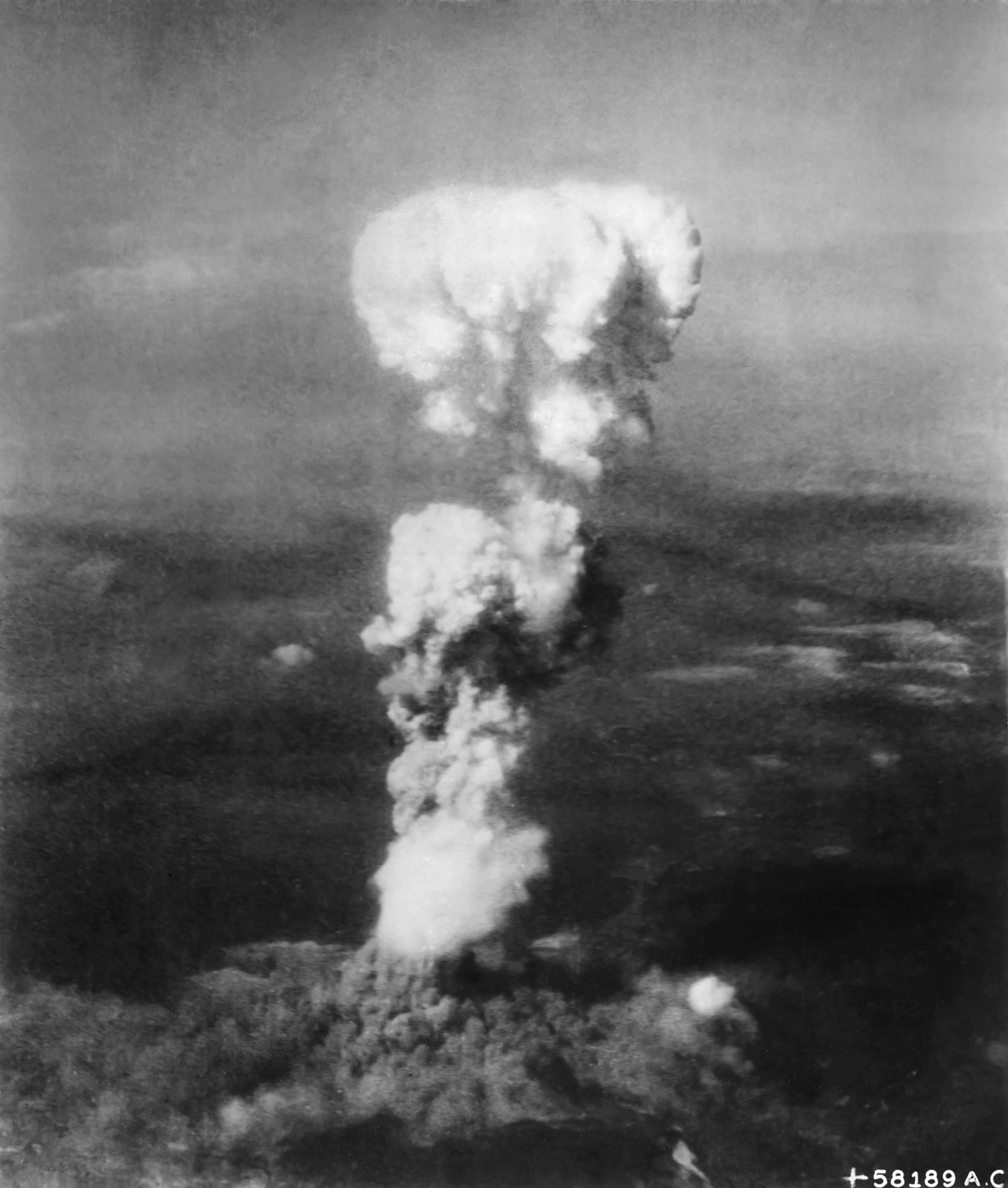
"Little Boy" detonerar över Hiroshima.

Little Boy var kodnamnet på den atombomb med uran som släpptes över Hiroshima den 6 augusti 1945 klockan 08:15. Bomben hade en sprängkraft motsvarande cirka 15 kiloton trotyl. Flygplanet Enola Gay under befäl av kapten Paul Tibbets startade från ön Tinian bland Nordmarianerna. Bomben hade skeppats från USA ombord på fartyget Indianapolis. Tre dagar senare släppte USA en bomb med kodnamnet Fat Man över staden Nagasaki på ön Kyushu.

## Teknisk beskrivning
Little Boy var tre meter lång, med en diameter på 75 cm och en vikt på knappt 4 ton. Den innehöll 60 kg 235uran.
Bomben var konstruerad som en "gun-type-bomb", ungefär "enligt kanonmodellen". Detta innebar att en projektil av uran sköts mot ett stationärt mål av uran, för att på kort tid erhålla en överkritisk massa. Tekniskt sett var Little Boy en betydligt enklare konstruktion än Fat Man, den bomb av implosionstyp som senare fälldes över Nagasaki. Implosionstypen använde plutonium för att skapa energin. Då var inte kanonmodellen lämplig.
Little Boy hade höjdradar som gav signal att avfyra mekanismen för att den skulle detonera ovanför marken.

### Schematisk bild över "Little Boy"

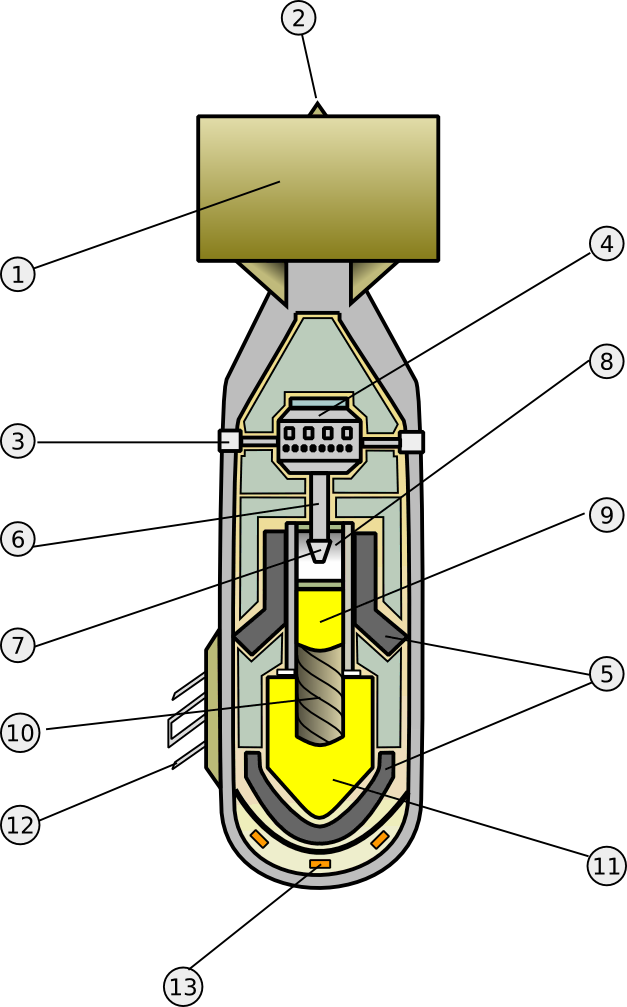
Schematisk bild över "Little Boy".

Det är inte fullständigt officiellt tillkännagivet hur de båda urandelarna, projektilen och målet var utformade. Möjligen var projektilen både större och tyngre än målet, och omslöt det vid träff istället för att tränga in i en kavitet.
1. Stabiliserande fenor
2. Stjärtkon
3. Luftintagstub
4. Lufttrycksdetonator
5. Blyinfattad behållare
6. Detonatorarm
7. Detonatorhuvud
8. Konventionell sprängladdning (kordit)
9. Uran-235-"projektil"
10. Vapencylinder (felproportionerad, 180cm lång i själva verket)
11. Uran-235-"mål" med inneslutning (neutronreflektor är precis ovanför)
12. Höjdradarantenner (4xAPS-13)
13. Säkringar (införs för att armera bomben precis innan den släpps)